# バイオアセンブラ
バイオアセンブラとは、人工的に構成された条件下で生体の機能を再現する技術。

## 概要
マイクロ・ナノロボティクスを基盤として、in vitro環境で機能する3次元細胞システムの構築する。ロボット工学や再生医療などへの波及効果が期待できる。既にマイクロ流体チップ方式による赤血球の粘性効果を排除した硬さ評価法の確立、二本指マイクロハンドによる自動化システムの開発、そのシステムを用いた細胞ファイバー、環状スフェロイド、細胞シート形成が実証されていて、ヒト由来細胞シートの作成により、角膜、中耳、食道組織再生などのヒト臨床応用に向けた展開が行われている。

## 文献
- 竹内大, et al. "1P1-D01 感熱応答性ゲルのヒステリシスを用いたマイクロ構造体の作製及び組み立て (バイオアセンブラ)." ロボティクス・メカトロニクス講演会講演概要集 2013 (2013): 1P1-D01.
- 山本幸太朗, et al. "3A1-A07 マイクロハンドによる操作支援を目的とした自動ステージの構築 (バイオアセンブラ (1))." ロボティクス・メカトロニクス講演会講演概要集 2014 (2014).
- 洞出光洋, et al. "3P1-B07 3 次元リソグラフィ技術を応用した細胞システム構築用マイクロチャンバアレイの開発 (バイオアセンブラ (2))." ロボティクス・メカトロニクス講演会講演概要集 2014 (2014).
- 福田淳二. "2S-Ep06 立体組織構築の課題と今後 (バイオアセンブラ~ ロボティクス× バイオ・医学の新領域開拓~, シンポジウム)." 日本生物工学会大会講演要旨集 66 (2014): 106.
- 武井菜月, et al. "2A1-S03 立体曲面への 3D 積層細胞アセンブリ (バイオアセンブラ)." ロボティクス・メカトロニクス講演会講演概要集 2012 (2012).